# Dymphna Cusack

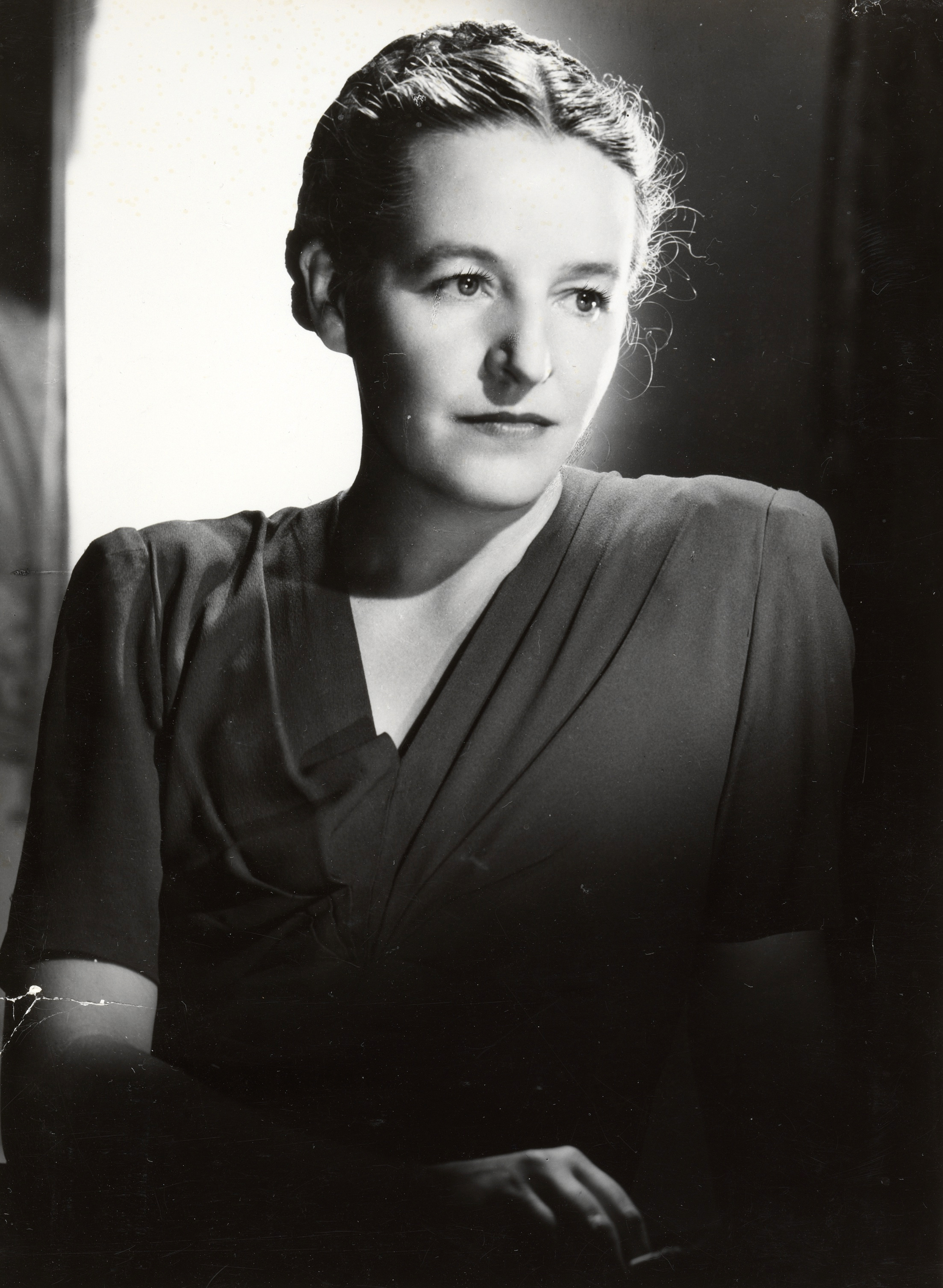
Dymphna Cusack (1947)

Ellen Dymphna Cusack AM (* 21. September 1902 in West Wyalong, New South Wales; † 19. Oktober 1981) war eine australische Schriftstellerin, die neben sieben Theaterstücken, drei Reiseberichten, zwei Kinderbüchern und einem Sachbuch zwölf Romane verfasste, wovon zwei in Zusammenarbeit mit Miles Franklin (Pioneers on Parade) sowie mit Florence Warden (Come in Spinner) entstanden. Cusack wandte sich gegen alle Formen sozialer Ungerechtigkeit, darunter die Benachteiligung von Frauen.

## Biografie
Nach dem Schulbesuch studierte sie an der Universität Sydney und war anschließend als Lehrerin tätig. 1936 veröffentlichte sie ihren Debütroman mit dem Titel Jungfrau, der sich für die damalige Zeit ungewöhnlich offen mit dem Thema Sexualität beschäftigte. 1939 erschien der zusammen mit Miles Franklin verfasste Roman Pioneers on Parade.
Aufgrund einer Erkrankung verließ sie 1944 den Schuldienst und widmete sich nunmehr vollständig der Schriftstellerei. Im gleichen Jahr erschien eine Verfilmung ihres Dramas Red Sky at Morning, in der unter anderem Peter Finch eine Rolle übernahm.
1948 gewann sie einen Romanwettbewerb der Tageszeitung The Daily Telegraph mit ihrem Beitrag Come in Spinner, einer Geschichte über das Leben einer Gruppe von Frauen während des Zweiten Weltkrieges in Sydney, die sie gemeinsam mit der neuseeländischen Autorin Florence Warden geschrieben hatte und die in Buchform 1951 erschien. Aufgrund der klaren Darstellung von Ehebruch und Schwangerschaftsabbruch verzögerte sich die Veröffentlichung des Romans allerdings bis 1951, wobei eine vollständige Ausgabe erst 1988 erschien.
Dymphna Cusack veröffentlichte neben neun weiteren Romanen auch sieben Bühnenwerke, die ihre Beschäftigung mit gesellschaftlichen und politischen Nachteilen zeigen. Einige ihrer Werke erschienen bei Seven Seas Publishers, einer Reihe für englischsprachige Literatur im DDR-Verlag Volk und Welt.
Für ihre Verdienste um die australische Literatur wurde sie 1981 kurz vor ihrem Tod zum Mitglied des Order of Australia ernannt. 1989 verfilmte die Australian Broadcasting Corporation Come in Spinner, ihren gemeinsam mit Florence Warden verfassten Roman, als Fernsehserie.

## Werke (Auswahl)
Romane
- Say no to death. Angus & Robertson, Sydney 1974, ISBN 0-207-12981-9.
  - Deutsch: Und jeden Morgen neue Hoffnung. Verlag der Nation, Berlin 1961 (übersetzt von Olga und Erich Fetter)
- Come to spinner.
  - Deutsch: Jagd nach Glück. Verlag der Nation, Berlin 1967 (übersetzt von Olga und Erich Fetter)
- The half-burnt tree.
  - Deutsch: Der halbverbrannte Baum. Verlag der Nation, Berlin 1972 (übersetzt von Olga und Erich Fetter)
- Black lightning.
  - Deutsch: Wie ein schwarzer Blitz (= Roman-Zeitung, Band 278). Verlag Volk und Welt, Berlin 1973 (übersetzt von Olga und Erich Fetter)

Sachbücher
- Chinese women speak. Century Hutchinson, London 1985, ISBN 0-7126-0456-1 (EA Sydney 1958)
  - Deutsch: Auf eigenen Füßen. Frauenschicksale aus China. Verlag Volk und Welt, Berlin 1961 (übersetzt von Ingeborg Gronke)

Theaterstücke
- Safety first. 1927.
- Anniversary. 1935.
- Call up your ghosts. 1945.
- Pacific Paradise. 1955.